# Fritz von Langen
Fritz Jakob Langen, seit 1917 von Langen (* 25. Juli 1860 in Köln; † 22. Februar 1929 auf Haus Tanneck bei Elsdorf) war ein deutscher Unternehmer und Gutsbesitzer.

## Leben
Fritz Langen war ein Sohn des Geheimen Kommerzienrats Eugen Langen und seiner Frau Henriette, geb. Thurneysen. Er besuchte bis 1880 das Apostelgymnasium in Köln. Anschließend widmete er sich einem technischen Studium in München und Bonn. Er war Mitglied der Corps Hansea und Franconia München. 1881/82 diente er als Einjährig-Freiwilliger im Bonner Husaren-Regiment Nr. 7. Sein letzter Dienstrang war Rittmeister der Reserve.
Nach Abschluss seiner Ausbildung trat Langen 1883 in die Firma Pfeifer & Langen ein. Von 1886 bis zur Umwandlung in eine Aktiengesellschaft 1926 war er deren Geschäftsführer. Nach seinem Ausscheiden aus dieser Funktion wurde er zum stellvertretenden Vorsitzenden des Aufsichtsrats gewählt. Ab 1900 war er Mitglied der Bonner Handelskammer. Ab 1914 war er dort stellvertretender Vorsitzender, von 1919 bis zu seinem Tod Vorsitzender. Auch in den Spitzenorganisationen der deutschen Zuckerindustrie nahm er eine führende Position ein. Er war Kurator des Instituts für Zuckerindustrie in Berlin und Mitglied des Vereinsausschusses der Deutschen Zuckerindustrie, Vorstandsmitglied der Maschinenfabrik Magdeburg-Buckau, Vorsitzender der Maschinenfabrik Grevenbroich, Mitglied des Aufsichtsrats der Motorenfabrik Deutz und ab 1895 Aufsichtsrat der Rheinischen Seeschifffahrtsgesellschaft.
1912 wurde Langen zum preußischen Kommerzienrat ernannt. Er war Besitzer der Güter Tanneck und Elsdorf und wurde am 25. April 1917 in den preußischen Adelsstand erhoben.

## Auszeichnungen
- Eisernes Kreuz II. Klasse
- Verdienstkreuz für Kriegshilfe
- Preußischer Roter Adlerorden IV. Klasse
- Großherzoglich Oldenburgisches Friedrich-August-Kreuz am blau-roten Band
- Großherzoglich Oldenburgisches Ehrenritterkreuz I. Klasse
- Türkischer Eiserner Halbmond
- Türkischer Mecidiye-Orden